# Szász–Meiningeni Adelheid brit királyné
Adelheid brit királyné (németül: Prinzessin Adelheid von Sachsen-Meiningen, angolul: Adelaide, Queen consort of the United Kingdom and Hanover, teljes nevén Adelheid Louise Theresa Caroline Amelia; Meiningen, 1792. augusztus 13. – Bentley Priory, 1849. december 2.) szász–meiningeni hercegnő, IV. Vilmos brit királlyal kötött házassága révén 1830–1837 között az Egyesült Királyság és Hannover királynéja.

## Élete
Adelheid Lujza Teréza Karolina Amélia 1792. augusztus 13-án született, Türingia tartomány Meiningen nevű városában. Apja I. György szász-meiningeni herceg volt, édesanyja pedig Lujza Eleonóra hohenlohe-langenburgi hercegnő.
Apai nagyszülei: Anton Ulrik szász-meiningeni herceg és második felesége, Sarolta Amália hesse-philippsthali tartománygrófnő
Anyai nagyszülei: Keresztély Albert hohenlohe-langenburgi herceg és Stolberg-gederni Karolina hercegnő
Adelheidet augusztus 19-én, hatnapos korában keresztelik meg, annak a kastélynak a kápolnájában, ahol született. 21 keresztszülője lett összesen, beleértve édesanyját, a német-római császárnét, Nápoly-Szicília királynéját, Szászország koronahercegnőjét, Szász-Gotha-Altenburg hercegnéjét. A keresztszülők közé tartozott még Szász-Koburg hercegnéje, Szász-Weimar hercegnéje, Hohenlohe-Langenburg hercege, s Hesse-Philippsthal-Barchfeld tartománygrófja is. 3 testvére volt, Ida, egy halva született leány, s Bernát Erik.
Meiningen csupán 1100 négyzetkilométernyi területen feküdt. Apja tartománya volt a legliberálisabb területe Németországnak, ahol sajtószabadság volt, engedélyezték a hatalmon lévő uralkodó újságban történő kritizálását is, nem úgy, mint a környező tartományokban.
Abból a szempontból is megelőzte korát a hercegség gondolkodásmódja, hogy alaptörvénye nem tiltotta a női örökösödést a tartomány élén, egész addig, míg meg nem született a várva várt fiúörökös 1800-ban, Adél egyetlen fivére, Bernát. Így hát – habár Adél volt a legidősebb gyermek a családban – a primogenitúra bevezetése az örökösödés terén kimondta, hogy a leghamarabb született fiú lesz az uralkodó, akkor is, ha vannak idősebb nővérei.
1811 végén III. György, bár névleg még mindig ő volt Nagy-Britannia királya, sajnos már cselekvőképtelen fizikai és szellemi állapotban volt, így legidősebb fia, György walesi herceg lett a királyság kormányzója, azaz a régens. 1817. november 6-án a régens egyetlen gyermeke, Sarolta hercegnő meghalt szülés közben, első gyermekével együtt. A hercegnő második volt apja után a brit trónöröklési sorban, így, ha akkor nem hal meg, és túléli nagyapját és apját, ő lehetett volna az ország következő királynője Stuart Anna óta. Akkor még élt azonban a király 12 törvényes gyermeke is.
Mivel addigra már a régens eltaszította magától feleségét, ráadásul az asszony már 49 éves volt, így esélytelen volt, hogy ismét örököst hozzon világra. Ezért, hogy biztosítsák az utódlást, a régens legidősebb öccsét, Vilmos clarence-i herceget rávették, hogy kössön törvényes házasságot és nemzzen utódokat a trónra. Csakhogy addigra Vilmos már vadházasságban élt a kor népszerű színésznőjével, Dorothea Jordannel, akitől 10 fattyúgyermeke született, tehát közülük senki nem örökölhette a brit trónt a leendő IV. György halála után.
A brit parlament megszavazta, hogy minden királyi hercegnek meg kell nősülnie, s leginkább az ő nyomásukra volt kénytelen Vilmos frigyre lépni. Adél egy nem igazán jelentős német állam hercegnője volt, Vilmosnak pedig csak korlátozott számban érkeztek házassági ajánlatok, mivel már nem volt fiatal ekkor, így aztán Adél mellett döntött, a brit képviselők azonban nem találták őt ideális jelöltnek, úgyhogy a felháborodott herceg már azt fontolgatta, hogy inkább meg sem nősül. Ennek ellenére egyértelműek voltak a hercegnő pozitív tulajdonságai: szeretetreméltó, családszerető, és hajlandó volt szemet hunyni Vilmos törvénytelen gyermekei fölött is. Amint megszületett a végső döntés a házasságról, Vilmos ezt írta legidősebb fiának, Györgynek Adélról: „Szegény, fiatal, ártatlan teremtés, halálra ítéltetett, arra, hogy a feleségem legyen.” Adél hozománya 20 000 fontnak megfelelő összeg volt, továbbá még háromféle járadékot biztosított Vilmos, a régensherceg és saját szülőhazája számára is. 1818. július 11-én egy kettős esküvő keretében a hercegnő hozzáment Vilmoshoz a Kew Palotában, Surrey megyében. A másik frigyre lépő pár Vilmos öccse, Eduárd kenti herceg, és Viktória özvegy leiningeni hercegné volt. A házasulandók csak egy héttel előtte találkoztak először egymással. Adél és Vilmos között 27 év korkülönbség volt.
S habár alig ismerték egymást, Adél és újdonsült férje megbékélt helyzetükkel, s Hannoverben telepedtek le kezdetben, ahol sokkal alacsonyabb költségekből fent lehetett tartani egy hercegi udvart, mint Angliában. Adél és Vilmos később is minden költségüket igazságosan megosztotta egymás közt. A hercegné rendkívül sokat javított hitvese jellemén. Már nem itta le magát részegségig, s kevesebbet fogadkozott, továbbá tapintatosabban kezdett viselkedni környezetével.
Külső szemlélők szerint a hercegi pár élete unalmas, visszafogott, csendes volt. Vilmos nem tiltakozott az ellen sem, hogy a brit parlament lecsökkentette havi apanázsukat. A kontinensen közben a hercegné állapotos lett, ám terhessége hetedik hónapjában sajnos mellhártyagyulladást kapott, s 1819. március 27-én, idejekorán egy lánycsecsemőt hozott világra, aki a Sarolta nevet kapta, ám csak pár órát élt. Következő terhessége még abban az évben Calais-ben vagy Dunkirkben vetéléssel végződött 1819. szeptember 5-én, állítólag azért, mert Vilmos hetekig utaztatta várandós hitvesét, hogy átköltözzenek Angliába, mire a trónörökös megszületik. Visszaérve Londonba, a Clarence-házba költöztek be, bár inkább a Bushy House-ban tartózkodtak többet, a Hampton Court közelében, ahol Vilmos együtt élt Dorotheával. Ismét terhes lett, s második leányuk, Erzsébet 1820. december 10-én jött világra. Erzsébet erős kisbabának látszott, ám még három hónapot sem élt, 1821. március 4-én ő is elhunyt, bélgyulladás következtében. Tehát még mindig nem volt élő gyermeke a házaspárnak. Ikerfiaik 1822. április 8-án halva születtek, s még abban az évben egy újabb várandóssága is vetéléssel végződött rövid idő után. Ezek után Viktória kenti hercegnő, Vilmos unokahúga lett Vilmos örököse, s a hercegné már nem is látta értelmét újból teherbe esni, ennyi sikertelen terhesség után. Mégis nem sokkal ezután elterjedt a pletyka, hogy Adél terhes, amire Vilmos csak annyit mondott: ,, átkozott dolog ". A herceg azonnal meg is cáfolta a szóbeszédet. Házasságuk elején még nem Vilmos volt IV. György közvetlen örököse, hanem a király idősebbik öccse, Frigyes yorki herceg, aki 1827-ben, gyermektelenül halt meg. Így következett aztán a trónöröklési sorban Vilmos. 1830-ban IV. György elhunyt, a korona tehát IV. Vilmosra szállt. Az új király első intézkedései között szerepelt, hogy a Bushy House gyönyörű parkját rendbe rakatta, s törvénybe iktatta, hogy az ingatlanban Adél királyné élete végéig ott lakhat, azután is, ha esetleg megözvegyül. Vilmost és Adélt 1831. szeptember 8-án Nagy-Britannia királyává és királynéjává koronázták. A királyné mélyen vallásos volt, s ezzel kapcsolatos kötelezettségeit rendkívül komolyan vette.
Vilmos utálta a szertartást, és látványosan úgy viselkedett, mint egy vígopera egyik karaktere, azaz mindenből viccet és gúnyt űzött. A szemtanúk azonban Adél méltóságteljes, visszafogott viselkedését a ceremónia alatt elismeréssel illették. A királynéval egyébként is rokonszenvezett a brit nép, mivel sajnálták az asszonyt gyermekei korai halála miatt, ugyanakkor csodálták szerénységét, jámborságát, szeretetre méltó természetét. Háztartása bevételeinek jó részét jótékony célokra fordította. Azon kívül igen kedvesen, szívélyesen viszonyult a trón várományosához, Viktória kenti hercegnőhöz is, annak ellenére, hogy fájt neki, hogy ő maga nem adhatott trónörököst az országnak. Továbbá Adél igyekezett elsimítani a számos ellentétet férje és annak sógornője, az özvegy Viktória kent-i hercegné között is. Erkölcsös asszony lévén, Adél visszautasította, hogy udvarába fogadjon olyan udvarhölgyeket, akik hírneve megkérdőjelezhető valami miatt. Ezután a Titkos Tanács jegyzője, Charles Greville azt írta a királynénak, hogy egy prűd asszony, aki burkoltan még politikai indokokat is belekever az ügybe. A királyné finoman ugyan, de igyekezett férjét befolyásolni politikai téren is, ám sokszor sikertelenül. Adél nyilvánosan sosem beszélt politikáról, bár köztudottan tory érzelmű asszony volt. Még az sem világos, hogy Adél milyen arányban befolyásolta Vilmost az 1832-es reformtörvények kidolgozása során. A sajtó, a köznép és az udvar szerint is Adél titokban a reformok ellen agitált, ám arra azért ügyelt, hogy mindezt ne nyíltan tegye meg. Állítólagos elfogultsága eredményeképpen a királyné igen népszerűtlenné vált a reform gondolkodásúak körében. Felröppenő pletykák szerint Adél viszonyba bonyolódott a tory politikussal, Lord Howe-val, ám szinte mindenki jól tudta, hogy a királyné hűsége férje iránt mindig is megingathatatlan maradt. A whig miniszterelnök, Lord Grey el is távolította Lord Howe-ot Adél közvetlen környezetéből. 
A reformtörvény keresztülvitele nem volt éppen sikeres, mert Lord Gray és Lord Howe nem tudtak megállapodni arról, hogy Howe mi módon tudná elfogadtatni ellentétes véleményét a kormánnyal. 1834 októberében egy nagy tűz majdnem teljesen megsemmisítette a Westminster Palotát, melyet Adél egyfajta isteni megtorlásnak tekintett a reformok erőltetése miatt. Amikor a whig minisztert, Lord Melbourne-t a király elmozdította pozíciójából, a The Times Adélt okolta ezért a döntéséért, habár úgy tűnik, a királyné ezúttal tényleg nem volt okolható az esetért. Hasonlóan gondolkodott a királynéval a sógora, Cumberland hercege is. Adél kérvényt írt férjének az ír egyház reformját ellenezve. Mind Vilmos, mind pedig hitvese szerette Viktória kent-i hercegnőt, és azt akarták, hogy minél gyakrabban látogassa meg őket az udvarban. Erőfeszítéseik azonban nagyon zavarták Viktória édesanyját, az özvegy kent-i hercegnét, aki nem volt hajlandó respektálni Adél nála magasabb rangját az udvarban, a királyné neki címzett leveleit is megválaszolatlanul hagyta. Továbbá a hercegné kisajátította magának még a királyi istállókat is, és egyéb királyi tulajdonú ingatlanokat is. Vilmos igencsak zokon vette, hogy sógornője nem adja meg Adélnak a kellő tiszteletet, ezért amikor a király születésnapját ünnepelték, Vilmos a sok egybegyűlt előtt kijelentette, hogy a hercegné ,, folyamatosan minden illemszabályt megszegett, mind a király, mind pedig a királyné felé, igencsak sértő módon ". Továbbá azt is mondta, hogy reméli, Isten ad még neki annyi időt, hogy megérje Viktória hercegnő 18. születésnapját, hogy sógornője ne lehessen régens a királyságban. Mindenki meghökkent a felindult beszéden, három hölgy meg is ijedt a király vehemens stílusától. Ez a súlyos konfliktus a királyi pár és a hercegné között már nem is rendeződött el soha, habár Viktória hercegnő igyekezett mindkét féllel jó kapcsolatban maradni.
1837 áprilisában Adél nagyon beteg lett, körülbelül akkor, amikor édesanyja halálos ágyánál volt jelen, Meiningenben, ám szerencsére felgyógyult. Aztán az év júniusában már biztossá vált, hogy csak hetei vannak hátra a királynak. Hitvese ott virrasztott a halálos ágyánál, több, mint 10 napig. 1837. június 20-án, a kora reggeli órákban IV. Vilmos elhunyt, szívelégtelenség következtében, a Windsor Kastélyban. Ott is helyezték őt végső nyugalomra. 71 évet élt. Egy hónappal korábban a trón várományosa, Viktória hercegnő betöltötte 18. életévét, így teljesült Vilmos óhaja: ellenszenves sógornője nem lehetett régens az ifjú királynő mellett.
Viktóriát tehát kikiáltották királynőnek, ám egy ideig ilyenkor még az udvar azt a lehetőséget sem zárja ki, hogy az özvegy királyné esetleg teherbe esett a király halála előtt. Adél volt több, mint 100 éve az első királyné Angliában, aki túlélte hitvesét, Braganzai Katalin (II. Károly özvegye) és Modenai Mária (a trónfosztott II. Jakab özvegye) óta. Még 12 évet élt az asszony. Többé nem ment férjhez. 1838 októberének elején, egészségügyi okok miatt az özvegy királyné az HMS Hasting hajó fedélzetén Máltára utazott, közben pedig megállt Gibraltáron is. Három hónapot maradt a szigeten. S annak ellenére, hogy Adél nem talált protestáns egyházat Máltán, pénzügyileg támogatta a valletta-i Szent Pál templom felújítását. 1844 nyarán tette utolsó látogatását szülőhazájában, Meiningenben és az Altenstein Palotában. Adél 1831-ben megkapta férjétől a Marlborough Házat, melyet haláláig, 1849-ig megtartott használatban. Tulajdonát képezte továbbá a már említett Bushy Ház is, a Hampton Court Bushy Parkjában. Számos krónikus betegségtől szenvedve, Adél gyakran változtatta lakóhelyét az országban, hogy meglelje azt a helyet, ami leginkább javíthatja az egészségi állapotát. Sokszor szállt meg különféle vidéki arisztokraták házaiban. 
1842 és 1846 között például William Ward újonnan vásárolt házában tartózkodott, Worcestershire megyében. Mialatt ott élt, két személyi lelkésze is volt: John Ryle Wood tiszteletes, Worcesterand kanonokja, s Thomas Pearson tiszteletes, Great Witley rektorja. Adél finanszírozta Great Witley első falusi iskoláját. 1846-tól 1848-ig Lord Essextől bérelte a Cassiobury Házat. Amíg ott élt, sokban segítette Viktóriát és annak férjét, Albert herceget. Ezután elköltözött, ezúttal a Bentley zárdát bérelte ki Lord Abercorn-tól, Stanmore-ban. 1847 telén a királynénak azt tanácsolta orvosa, hogy próbálja ki Madeira klímáját is, fizikai állapota javulása érdekében. Odautazva pénzt adományozott az ottani szegényeknek, s kifizette a Ribeiro Seco és a Camara de Lobos közötti útszakasz felújítását is. Adél utolsó nyilvános megjelenése a Szent János Evangélikus Templom alapkőletételénél volt. A királyné adományozta a szenteltvíz tartót is, s amikor a templom elkészült a halála után, az egyik, kelet felé néző ablakot az ő emlékének szentelték. 
1849. december 2-án hunyt el, természetes okokból, a middlesexi Bentley Kolostorban. A windsori Szent György Kápolnában temették el. 57 évet élt. 1841-ben, egyik betegsége okán már előre leírta az instrukciókat a temetése kapcsán, Sudbury Hallban: „Alázattal halok meg, Isten trónusa előtt úgyis mindnyájan egyenlőek vagyunk, ezért azt kérem, hogy halandó testemet minden állami pompa nélkül helyezzék sírba, egy privát, csendes szertartás keretében. Remélem, hogy halálom nem okoz fennakadást az állam kormányzása terén, s békében halhatok meg, megszabadulva a földi világ hiúságaitól és pompájától.”
Legszebb, s egyben legismertebb emléke a királynénak az ausztrál város, Adelaide elnevezése, Dél-Ausztráliában, melyet még férje, IV. Vilmos rövid uralkodása alatt alapítottak. Az 1836-ban alapított ausztrál Adelaide város is róla kapta nevét, továbbá az Adél királyné nevű női klub is körülbelül akkor alakult meg, s jelenlegi tagjai még mindig aktívan részt vesznek a szervezet ténykedéseiben, az említett város polgármesteri hivatala előcsarnokában pedig ott áll a királyné bronz szobra. A Queen Adelaide Societyt 1981-ben alapította a néhai Dorothy Howie az ausztrál Adelaide-ben, melynek fő célja a szomorú sorsú királyné népszerűségét ma is fenntartani az egyszerű emberekben is. S mivel Adél igen szeretett jótékonykodni, a szervezet minden évben egyszer pénzt adományoz a dél-ausztrál rászoruló gyermekek javára. Az angliai Cambridgeshire megyében egy kis falu őrzi Adél nevét, azon kívül Nagy-Britannia számos középülete viseli még az Adelaide keresztnevet. Vannak Adelaide Streets-ek, Adelaide Avenues-k és Adelaide Roadsok az egykori Brit Birodalomban; továbbá Adelaide Kórház (ma az Adelaide és Meath Kórház) Dublinban, s egy Adelaide vasútállomás is Belfastban. Ausztráliának van két Adelaide folyója, egy északon, s egy Tasmániában, továbbá egy Adelaide zátony is Queenslandben. Szintén az ő nevét viseli Adelaide városa (eredetileg Fort Adelaide) a dél-afrikai Eastern Cape-en, mely Sir Benjamin D'Urban rövidéletű kolóniája közelében alakult ki, az Adél királyné nevű tartományban. A brighton-i Királyné Park is az ő emlékét ápolja.
A Mauritiusi Köztársaság fővárosában lévő fellegvár is Adél nevét viseli, Port Louis-ban, melynek építése 1834-ben, IV. Vilmos uralkodása alatt kezdődött el. 1832-ben Adelaide városka is része lett az Ontario államban található Middlesex megye nyugati területének. Chile déli részén pedig van egy kisebb szigetcsoport, mely a Queen Adelaide Archipelago nevet viseli. A Déli Sark brit fennhatóság alá tartozó területén pedig létezik egy Adelaide Island is. A felséges asszony számos látogatása emlékére az angliai Leicestershire megyében szintén több hely neve tiszteleg előtte, többek között a Királyné Utca Measham városában, s az Adél királyné Vendégház is (ma már nem áll ez az épület), az Appleby Magna nevű helységben. A Bradgate Parkban álló tölgyfa is Adél nevét viseli, mely alatt az asszony piknikezett az ottani birtokát fogott vadhúsból és rákokból. (Bradgate volt egykoron a tragikus sorsú Lady Jane Grey lakhelye is.) Az 525-ös kisbolygó is az ő tiszteletére kapta az Adelaide nevet. 1849-ben kolerajárvány volt a londoni East Enden. Viktória királynő elsőszülött gyermeke a Viktória Adél Mária Lujza nevet kapta. Második keresztnevét a királyné után kapta, aki a kis hercegnő keresztanyja lett.